# Isabel Suaris
Isabel Suaris (València, 1440 - 1490) fou una noble i escriptora del País Valencià. Podria pertànyer a la família dels Suares de Figueroa, d'ascendència castellana i que tingué protagonisme a València durant els regnats d'Alfons el Magnànim i Joan II.

## Biografia
Les poques dades que tenim ens permeten pensar que Isabel Suaris visqué a la ciutat de València a mitjan segle XV i que pertanyia a la noblesa. El fet que el seu nom aparega en algunes composicions en vers o en prosa, com a autora o com a destinatària, indica que probablement conduïa una tertúlia literària, que podria haver-se desenvolupat entre 1455-60 i 1482. Es tractaria d'una de les primeres dones documentades com a promotores de tertúlies literàries, més freqüents en segles posteriors i, a més, una de les primeres escriptores catalanes conegudes no pertanyent a la reialesa. Tenia fama de ser bella, intel·ligent i preparada per a participar en els debats literaris.
Amadeu Pagès es referia a Isabel Suaris i a Tecla de Borja com a dames que van continuar la tradició de jocs de societat derivats de la tensó provençal, seguint l'exemple de grans dames com Elionor d'Aquitània i Ermengarda de Narbona. Jaume Massó, per la seua banda, la defineix com a donzella intel·ligent i discutidora en tota disciplina, a qui li plaïa que els seus adoradors fossen lletraferits per poder contendre millor amb ells.
El nom d'Isabel Suaris apareix en la rúbrica d'una carta que intercanvia amb Bernat Fenollar, en un conjunt de tres cartes en què s'estableix un debat epistolar de tema amorós entre tots dos. Diferents raons permeten pensar que hi havia més cartes i que aquestes podrien ser les darreres de la sèrie, però en la transmissió només se n'han conservat aquestes, que es troben en el foli 22 r i v del ms. 210 de la Biblioteca Universitària de València, format fonamentalment per obres d'Ausiàs March i en el qual la part més antiga té una lletra del segle xv.
La primera intervenció correspon a Fenollar, segueix la resposta d'Isabel Suaris i clou l'intercanvi la segona carta de Fenollar. A pesar que es conserven en la literatura catalana altres mostres de cartes amoroses en el segle xv, aquest és l'únic cas en què es conserva la resposta de la dama. I malgrat que es puga pensar que es podria tractar d'un artifici literari, deu tractar-se realment d'una resposta de la dama i no d'una invenció de Fenollar, ja que per les referències que hi ha en els altres poemes dedicats a Suaris sembla deduir-se que ella mateixa responia les qüestions a ella dirigides, que afirmen que tenia molta habilitat en els debats.
En la primera carta, amb una retòrica amorosa cortesana, l'amant submís demana els favors de la dama. Ella, en la segona, explica els problemes que té per complaure'l amb un text en què desapareixen els elements retòrics del tractament cortesà de l'amor; ha de mirar pel seu honor, i les seues ocupacions li impedeixen acceptar el que ell proposa. Fenollar, de nou amb la mateixa retòrica cortesana, insisteix que no és impossible que es posen d'acord si tenen tots dos bona voluntat. Les estratègies discursives de les cartes amoroses i el fet que hi haja la intervenció de la dama són dos característiques que podem remarcar en aquest intercanvi epistolar.
Han arribat a nosaltres poemes amb lloances a Isabel: “Altra obra feta per En Simon Pastor en lehor de Na Ysabel Suaris”, en català, i la “Obra fetxa per un gentilhombre del Adelantado de Murcia por Na Suariç”, en castellà. Del mateix Pastor coneixem la composició ”Omne rerum pretiosum” que, en opinió d'Antoni Ferrando és, també, un elogi d'Isabel Suaris. Podria tenir relació amb la mateixa dama la composició de Fenollar “Quasi libert, content de ma ventura”. Tot plegat evidencia que era ben coneguda entre els cercles literaris del seu temps.